# Jean-Marie Curti
Jean-Marie Curti, né en 1950 à Montreux, est un chef d'orchestre, organiste, musicologue et compositeur suisse.

## Biographie
Après avoir suivi des études de littérature à Fribourg, puis des études musicales dans diverses villes d’Europe, il fonde l'Atelier Instrumental de Genève en 1975, l'Opéra-Studio de Genève en 1982, puis une formation de musique médiévale, Campus Stelle, en 1995.
En 1995, il est nommé directeur artistique de l'orchestre des Musiciens d'Europe. De 1997 à 2003, il dirige également l'orchestre des Jeunes du Nord-Pas-de-Calais.
Il compose plusieurs œuvres lyriques dont le "Jeu de l'esprit", "L'appel", "L'espoir des fous", cantate pour chœur et orchestre, "Le grand Tétras", "Les chercheurs d'or" ou "Candide". En 2008, il compose la musique et crée l'opéra Maître Zacharius sur la nouvelle éponyme de Jules Verne.

## Sources
- Les musiciens d'Europe, « Jean-Marie Curti  - direction artistique » (consulté le 27 décembre 2007)
- Opéra-studio de Genève, « Jean-Marie CURTI, chef d'orchestre » (consulté le 27 décembre 2007)